# ヴァルター・ボンディ
ヴァルター・ボンディ（Walter Bondy、1880年12月28日 - 1940年9月17日）はプラハ生まれのユダヤ人画家、美術品収集家、美術評論家である。画家としては風景画や静物画を描き、ベルリン分離派の会員であった。

## 略歴
当時、オーストリア＝ハンガリー帝国であったプラハで生まれ、ウィーンで育った。父親のオットー・ボンディ(Otto Bondy)はプラハの業家家の一族の出身で、母親はブレスラウの有名な実業家、マルクス・カッシーラの娘だった。ヴァルター・ボンディの妹には哲学者のエルンスト・カッシーラーと結婚したアントワネリー(Antoinelle)や画家のオスカル・ポラック(Oscar Pollack)と結婚したマルタ・マリア(Martha Maria)らがいる。
ボンディの一家は、ヴァルター・ボンディが生まれてすぐウィーンに移った。父親は1882年にウィーン近郊に電線工場（後にKabelfabrik und Drahtindustrie A.G. Wienとなる）を設立経営し成功した。父親は美術品収集を始めるようになった。
ヴァルター・ボンディは1900年頃、ベルリンに移り、ベルリン芸術アカデミーで学んだ後、1902年にはミュンヘンに住んだ後、1903年から1914年の間はパリで活動した。パリではモンパルナスのカフェ「ル・ドーム」に集まる多くの画家や作家の一人となった。1908年の夏はイヴリーヌ県のムラン＝アン＝イブリーヌ(Meulan-en-Yvelines)で過ごし、ムランのパブの店主が所有するヴィンセント・ヴァン・ゴッホが描いた店主の娘の肖像画と、もう1点の風景画を購入し、これを転売した。
1911年と1913年にいとこのパウル・カッシーラーが経営するベルリンの画廊で、自分の作品の展示会を開いた。1912年にパリで娘が生まれたが、結婚したのは第一次世界大戦が始まった後で、結婚後家族とベルリンに移った。
第一次世界大戦が終わった後、画家として働きながら、1923年頃にベルリンの小さな骨董品店を経営する、いとこのエーリッヒ・カッシーラーの店で美術商として働き、中国の版画や陶磁器の専門家になった。ベルリンの立派なアパートメントで暮らし、パウル・カッシーラーが発行する美術雑誌「Kunst und Künstler」に美術評論も執筆した。
1927年5月にベルリンでアジアの美術コレクションを競売にかけ、1928年にはパリで、所有していたヨーロッパ以外の美術コレクションを競売にかけた。1927年の半ばに、雑誌「Die Kunstauktion」をベルリンで創刊し、1929年7月まで編集を続けた。父親が亡くなった後、1929年から1936年の間、ウィーンの父親の残した会社、Kabelfabrik und Drahtindustrie AGの重役を務めた。
ドイツで反ユダヤ主義の風潮が強まった1931年秋に南フランスのサナリー＝シュル＝メール(Sanary-sur-Mer)に邸を移した。ここで若い写真家と写真館を開き、1933年から1939年の間に訪れた有名なドイツ人やオーストリア人たちの肖像写真を残した。1940年にドイツ軍がフランスに侵攻した後、幼い頃から患っていた糖尿病のインスリン注射を止めることで、死期を早め、1940年11月にトゥーロンで亡くなった。没後、ウィーンの電線会社に移されたボンディの作品は、ナチスの支配の中で失われた。

## 作品

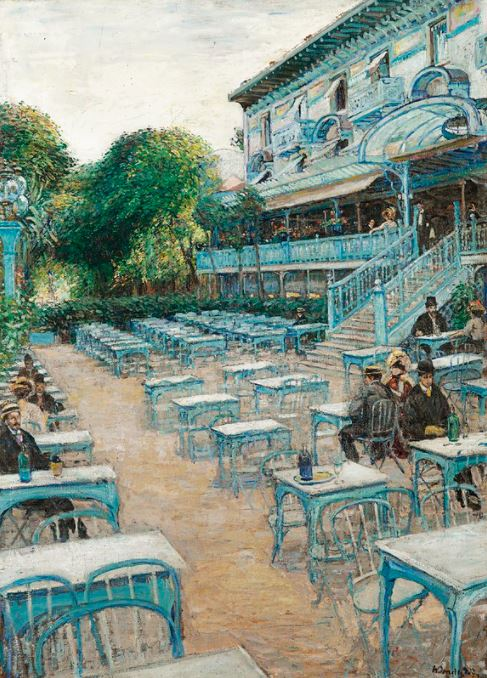
The Pavillon Bleu at St.-Cloud　(1907)
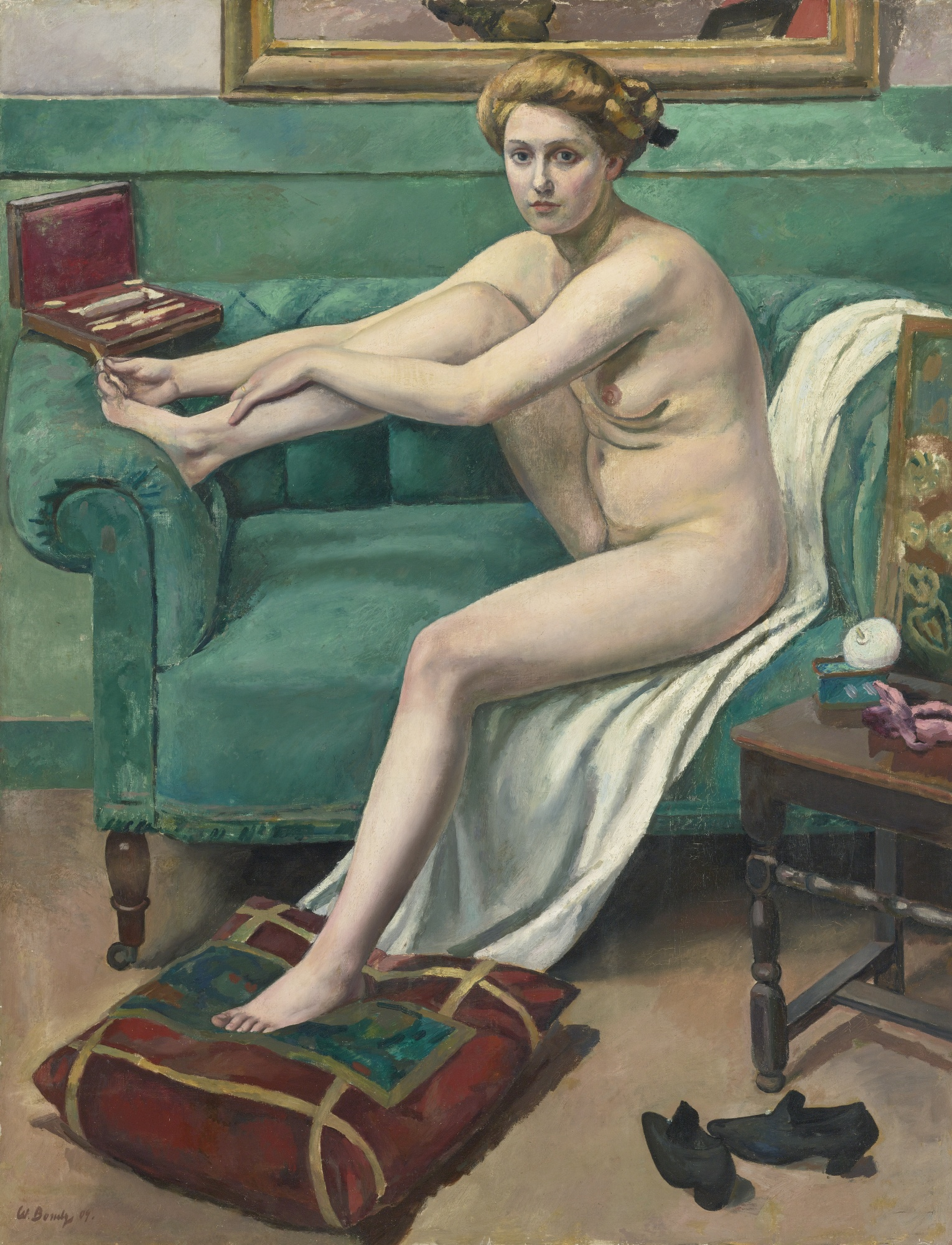
「ペディキュア」(1909)
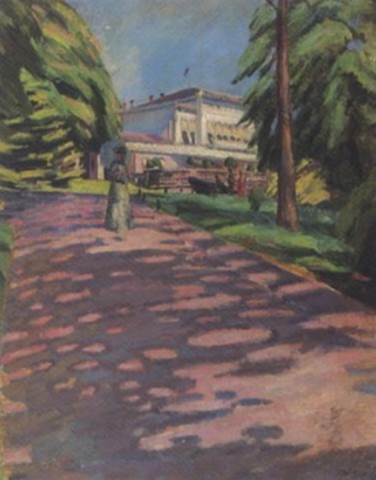
公園の散歩
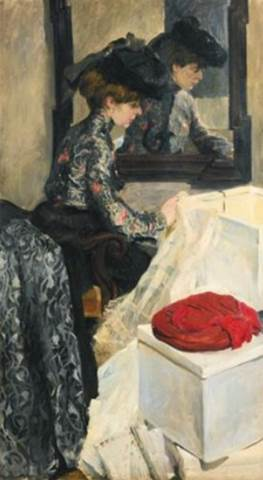
Hatbox

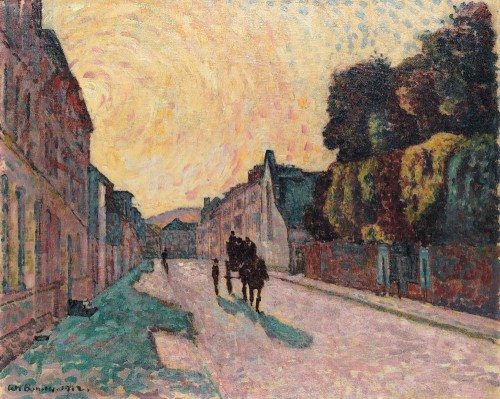
"Street"
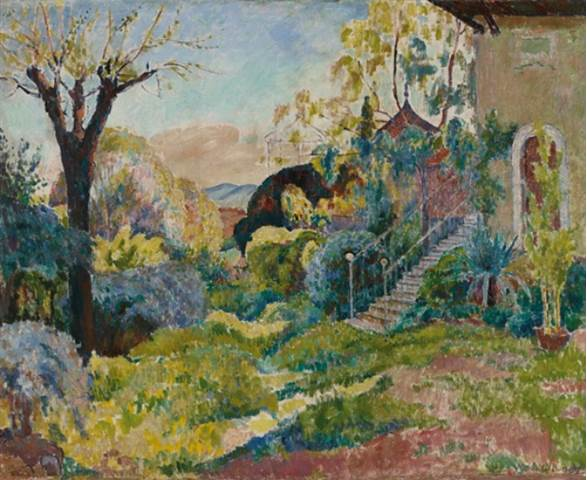
"Garden" (1912)
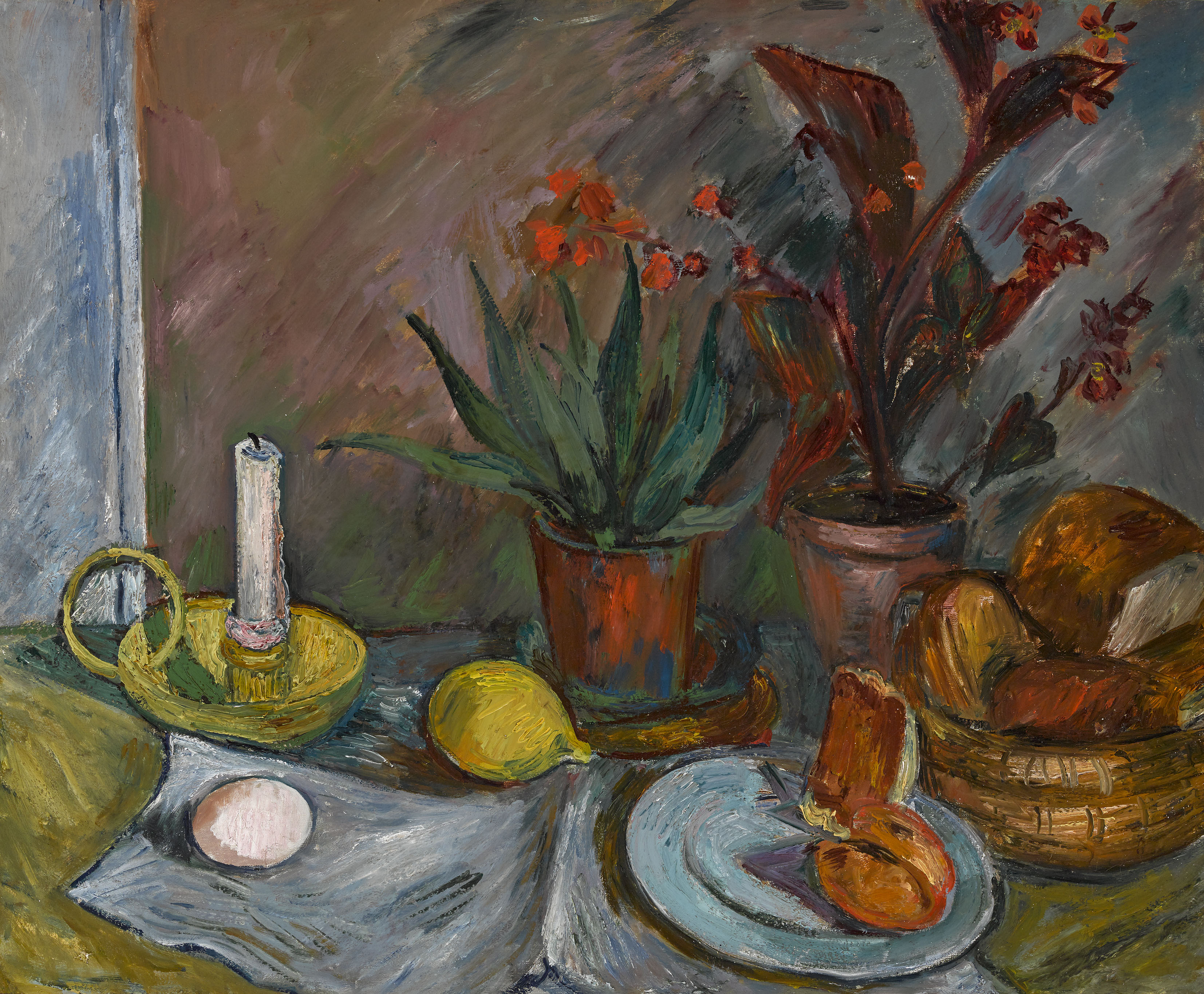
燭台のある静物画